# Ils se marièrent et eurent beaucoup d'enfants (film)
Pour plus de détails, voir Fiche technique et Distribution.
Ils se marièrent et eurent beaucoup d'enfants est un film français réalisé par Yvan Attal, sorti en 2004.

## Synopsis
Vincent, Georges et Fred sont trois vieux copains qui, à la quarantaine, se posent des questions sur leurs vies. Les deux premiers, en couple, envient la liberté de Fred, le dragueur invétéré. Cependant, Vincent cache une liaison à ses amis. Sa femme va vite le deviner.

## Fiche technique
- Titre original : Ils se marièrent et eurent beaucoup d'enfants
- Titre anglais : Happily ever after
- Réalisation et scénario : Yvan Attal
- Musique du film : Brad Mehldau
- Directeur de la photographie : Rémy Chevrin
- Montage : Jennifer Augé
- Création des décors : Katia Wyszkop
- Direction artistique : Alexandra Lassen
- Décorateur de plateau : Sandrine Mauvezin
- Création des costumes : Jacqueline Bouchard
- Producteur : Claude Berri
- Sociétés de production : TF1 Films Production, Hirsch Productions et Pathé Renn Productions
- Pays de production :  France
- Genre : comédie dramatique
- Durée : 100 minutes
- Dates de sortie :
  - France : 25 août 2004
  - Belgique : 1er septembre 2004

## Distribution
- Charlotte Gainsbourg : Gabrielle
- Yvan Attal : Vincent
- Alain Chabat : Georges
- Emmanuelle Seigner : Nathalie
- Alain Cohen : Frédéric
- Ben Attal : Joseph
- Angie David : la maîtresse
- Anouk Aimée : la mère de Vincent
- Claude Berri : le père de Vincent
- Aurore Clément : la mère de la maîtresse de Vincent
- Marie-Sophie Wilson : Florence
- Stéphanie Murat : Géraldine
- Ruben Marx : Antoine
- Kitu Gidwani : Mme Gibson
- Sujay Sood : M. Gibson
- Keith Allen : l'homme de la piscine
- Johnny Depp : l'inconnu (crédité au tout début du générique de fin)
- Carolina Gynning : Zoé
- Jérôme Bertin : le client du garage
- Nicolas Vaude : le spectateur mécontent

## Production
Yvan Attal débute l'écrire du scénario durant le tournage de son premier long métrage, Ma femme est une actrice (2001). Il explique :  « Un soir où l'écriture me manquait, je me suis mis à mon ordinateur et spontanément, j'ai commencé à imaginer trois types à table qui se parlaient de leur vie. En fait, ce soir-là, j'ai écrit une scène que l'on peut voir maintenant dans le film, celle où les deux Alain [Chabat et Cohen] et moi-même déjeunons dans la brasserie (...) L'idée de tourner un film uniquement centré sur des hommes en train de se questionner sur la vie de famille, et sur les avantages et les inconvénients du célibat, commençait à m'ennuyer. Je ne tiendrais pas sans la femme que j'aime et les personnages féminins sont intervenus très vite ». Comme son précédent film, l'acteur-réalisateur se met à nouveau en scène avec sa véritable épouse même s'il assure que le film n'est autobiographique : « "J'ai envie de la filmer, j'ai envie d'être avec elle. Pourquoi je m'en priverais ?. L'histoire du type qui trompe sa femme n'a rien d'autobiographique ! En même temps, il y a peut-être une part d'exorcisme. La croyance absurde que filmer un couple qui se détraque, protège le sien. J'ai cherché un acteur pour jouer mon rôle. Ça s'est révélé factice, voire impossible. On se serait demandé - et moi le premier - à quoi rime cette manière de se cacher derrière la caméra. L'autre avantage de jouer dans le film avec Charlotte, c'est que le couple existe facilement dans l'esprit du spectateur. Autrement dit : il n'est pas question de déballer sa vie dans un film. Mais d'utiliser tout ce qui peut aider la fiction à être vraisemblable ».
Comme pour Ma femme est une actrice, Ils se marièrent et eurent beaucoup d'enfants est produit par Claude Berri. Ce dernier incarne par ailleurs le père du personnage d'Yvan Attal. Joseph, le fils de Gabrielle et de Vincent est joué par Ben Attal, le fils de Charlotte Gainsbourg et Yvan Attal.
Pour le rôle de la maitresse, Yvan Attal souhaite « une actrice qui accepte d'avoir une existence un peu floue » et engage Angie David, qui est alors secrétaire de rédaction de La Revue littéraire.

## Bande originale
La musique du film est composée par le pianiste de jazz américain Brad Mehldau, déjà à l’œuvre sur le premier film d'Yvan Attal. Il était un temps question que Radiohead participe à la bande originale avec des chansons inédites. Cependant rien n'est finalisé au moment de la sortie du film. Des chansons déjà existantes du groupe sont alors utilisées, comme Creep ou encore une reprise de Paranoid Android par Brad Mehldau. Deux autres chansons du groupe sont présentes dans le film mais absentes de l'album : No Surprises et Nice Dream.
| 1.  | Bicycle Thieves                                             | The Pale Fountains            | 4:11 |
| 2.  | Sunday Morning                                              | The Velvet Underground & Nico | 2:55 |
| 3.  | Station Coffee                                              | Jonathan Fire Eater           | 2:25 |
| 4.  | Creep                                                       | Radiohead                     | 3:57 |
| 5.  | Breakfast                                                   | The Cinematic Orchestra       | 2:05 |
| 6.  | Paranoid Android                                            | Brad Mehldau                  | 9:23 |
| 7.  | South American Getaway                                      | Burt Bacharach                | 5:15 |
| 8.  | Last Good Day Of The Year                                   | Cousteau                      | 5:00 |
| 9.  | Swimming Pool                                               | The Cinematic Orchestra       | 1:29 |
| 10. | Balcony                                                     | The Cinematic Orchestra       | 0:55 |
| 11. | Elle, Lui et Louis                                          | Louis Bertignac               | 2:16 |
| 12. | Restaurant                                                  | The Cinematic Orchestra       | 0:34 |
| 13. | It's A Wonderful Life                                       | Sparklehorse                  | 2:59 |
| 14. | I'm Waiting for the Man                                     | The Velvet Underground & Nico | 4:39 |
| 15. | Follow Me (Love Song) (tiré du film Les Révoltés du Bounty) | Henry Mancini                 | 2:46 |

## Accueil
En France, le film obtient une note moyenne de 3,3⁄5 sur le site AlloCiné, qui recense 15 titres de presse.
En France, le film totalise 932 237 entrées.